# La Ville-aux-Clercs
La Ville-aux-Clercs là một xã thuộc tỉnh Loir-et-Cher trong vùng Centre-Val de Loire miền trung nước Pháp.